# Liolaemus senguer
Liolaemus senguer — вид ігуаноподібних ящірок родини Liolaemidae. Ендемік Аргентини.

## Поширення і екологія
Liolaemus senguer мешкають на північному заході Аргентинської Патагонії, в провінціях Чубут і Санта-Крус. Вони живуть в сухих чагарникових степах Патагонії. Зустрічаються на висоті від 600 до 800 м над рівнем моря.